# 奥西普·皮亚特尼茨基

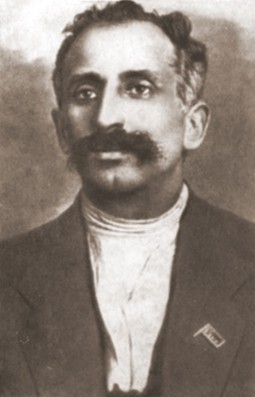
奥西普·阿罗诺维奇·皮亚特尼茨基（1936年前）

奥西普·阿罗诺维奇·皮亚特尼茨基（俄语：Осип Аронович Пятницкий；1882年1月17日—1938年7月29日），苏联政治人物和第三国际成员。生于沙俄科夫諾省（今立陶宛）维尔克米尔一个犹太木匠家庭。真名约瑟夫·阿若诺维奇·塔尔西斯（俄语：Иосип Аронович Таршис）。
1898年加入俄国社会民主工党。《火星报》代办员。在敖德萨参加1905—1907年俄国革命。十月革命期间是领导起义的莫斯科党战斗总部的成员。后任铁路工会负责人。1920年俄共九大当选候补中央委员。起在共产国际执行委员会工作。1922年6月11日至1934年8月共产国际执委会书记、国际联络部负责人，由米哈伊尔·阿布拉莫维奇·特里利塞尔接替。1924—1927年为联共 (布)中央监察委员会委员。1927年起为联共 (布)中央执行委员。1937年初反对斯大林和叶若夫。1937年，在大清洗过程中被拘捕。1938年被处决。
1956年获得平反。

## 生平

### 至1917年
皮亚特尼茨基出生于一个烏克梅爾蓋的犹太人家庭。他自学读书和写字。从13岁开始他开始当裁缝学徒。1897年末他移居到考納斯他哥哥住的地方。
从1898年中开始他参加革命组织活动，加入非法工会，他在俄国社会民主工党的党籍从这年开始算。
后来他迁居维尔纽斯。他是女子裁缝工会的秘书和会计。1899年和1900年他是维尔纽斯五一国际劳动节的组织者之一。这两次活动都被警察暴力解散。
1900年他联系《火星报》，很快成为《火星报》在俄罗斯的第一名代表。在数年内他组织了一个从外国把这份非法报纸传播和分散到俄罗斯各地的地下网络。
1902年3月初他被捕，被关押在基辅的一个监狱里。在这里他通过尼古拉·鲍曼和马克西姆·李维诺夫解除了马克思主义的基本理论。8月18日他与其他11名《火星报》工作人员一起逃出俄罗斯。以柏林为中心他重新开始组织向俄罗斯散布非法印刷品的网络。
在1903年10月日内瓦举办的俄罗斯社会民主国外联盟大会上皮亚特尼茨基在犹豫多时后加入布尔什维克的阵营。
由于德国和瑞士警察的压力提高，皮亚特尼茨基回到俄罗斯，住在敖德薩。他是敖德薩俄国社会民主工党市委员会成员，参加组织1905年10月12日的罢工和示威，这场示威以工人和警察发生冲突结束。1906年1月15日他再次被捕，但是当局无法确认他的身份，因此6个月后他被释放。此后他去莫斯科。他成为莫斯科秘密市委员会领导人。1908年他再次出国，在俄国社会民主工党国外办公室工作。

### 1917年到1937年
1917年二月革命后皮亚特尼茨基回到莫斯科领导铁路工人的政治工作。1917年4月3日到4日莫斯科市党大会上他被当选为市委员会成员。10月初他与俄国社会民主工党莫斯科市县和地区委员会成员讨论列宁的《给党在彼得堡和莫斯科的委员会的信》后表示莫斯科无法成为起义的发动地，但是假如在彼得堡发动起义的话莫斯科将和必须支持起义。他认为莫斯科工人的赤卫队武装太差，与当地驻兵的联系太弱。
1917年10月11日他被派到圣彼得堡阐述他的观点。10月25日他成为党中央莫斯科武装起义领导组成员。10月29日他是组织把在喀山货车站发现的武器分发给赤卫队的组织者之一。11月4日他向俄国社会民主工党莫斯科市县和地区委员会报告党中央领导的武装起义准备工作。
1917年12月11日他是在圣彼得堡进行的俄罗斯非常铁路工人和手工艺者工会大会主席。他被选为1918年1月5日到30日在圣彼得堡举行的第2次非常全俄罗斯铁路工人大会代表。他在大会上被选为执行委员会成员。从1918年1月开始他是莫斯科苏维埃的执行委员会成员。他是第3次全俄罗斯苏维埃大会（1918年1月23至31日）代表，被入选为全俄罗斯中央执行委员会委员。从1919年2月开始他是俄罗斯苏维埃联邦社会主义共和国铁路工人统一工会中央委员会主席。
1918年和19年间他与卡尔·拉狄克在柏林。
从1921年开始他是共产国际执行委员会成员。到1926年为止他领导共产国际的内部特务组织共产国际国际联络部。他监视共产国际在全球的活动，通过这个职务他随时间获得很大影响力。

### 大清洗蒙难者
1930年代中期皮亚特尼茨基批评格奥尔基·季米特洛夫领导的共产党新联盟政策。面临法西斯主义的强壮在苏联共产党和共产国际的领导下欧洲各国共产党不仅仅与左派工人党派协作，组织人民陣線政府。
斯大林对共产国际越来越不信任，1935年他下令在第7次共产国际大会上重组共产国际的领导机构。皮亚特尼茨基不再是共产国际执行委员会成员。他被任命为苏联共产党中央委员会一检查部门领导。
由于没有可靠历史纪录皮亚特尼茨基是否于1937年6月在党中央会议上讲话严厉批评对不受欢迎的党员和共产国际领导人物的迫害。虽然党中央领导人对他警告和要求皮亚特尼茨基不肯撤回他的批评。次日內務人民委員部领导人尼古拉·叶若夫称皮亚特尼茨基是原沙皇间谍，资本主义势力利用他渗透共产国际。会议表决怀疑皮亚特尼茨基的衷心，表决中仅有三票弃权，其中包括列宁的遗孀娜杰日达·克鲁普斯卡娅。
会后皮亚特尼茨基准备被捕，1937年7月5日他被开除党籍，7日叶若夫亲自逮捕皮亚特尼茨基。
他首先被关押在布提爾卡監獄。在那里见到他的证人说他有被拷打的痕迹。1938年4月10日他被转到列福尔托沃监狱。
1938年7月27日苏联最高法院开庭审判皮亚特尼茨基和其他137人。皮亚特尼茨基被指责是一个托洛茨基主義和右派叛徒组成的法西斯间谍组织的领导人。皮亚特尼茨基被列入一份所有138人名字的名单上，约瑟夫·斯大林和维亚切斯拉夫·莫洛托夫在名单上亲手批枪决名单上所有人。
1938年10月30日皮亚特尼茨基被处决。1956年苏联共产党第二十次代表大会后皮亚特尼茨基被平反。

### 家庭
1920年皮亚特尼茨基结识当时21岁的尤利娅·约西芙娜·索科洛娃。索科洛娃来自一个俄罗斯和波兰家庭，她的母亲是一名波兰贵族，但是她本人是一名炽热的共产主义信奉者。两人结婚。他们有两个儿子，长子伊果1921年出生，次子弗拉基米尔1925年出生。
他的家庭也受迫害。1938年2月9日他的长子伊果被捕，然后被判刑5年。1941年政府把他的关押期延长5年。1948年他回到列宁格勒，但是不久又被捕被判决，他原来的5年徒刑被延长为8年。
1938年10月27日皮亚特尼茨基的妻子尤利娅被捕。她也被判刑，首先被关押在坎达拉克沙。1939年3月有人密告，她因此被判关押到哈薩克斯坦卡拉干達州的卡爾拉格5年。1940年12月她在那里因为操劳过度逝世。
弗拉基米尔·皮亚特尼茨基首先被收纳到內務人民委員部的集中营。从那里阶级敌人的孩子被送往全苏联的孤儿院。

## 书籍
- 奥兰多·费吉斯，《耳语者》，2014年9月，ISBN 9787549558087
- Vladimir I. Pjatnickij和Anatolij E. Taras：《Osip Pjatnickij i Komintern na vesach istorii》，民斯克，2004年，ISBN 985-13-2140-0 194–195页